# 定塚誠
定塚 誠（じょうづか まこと、1957年8月27日 - 2024年10月13日）は、日本の裁判官、法務官僚。法務省訟務局長、札幌地方裁判所長等を経て、東京高等裁判所部総括判事を最後に定年退官。東京大学法学部卒業。東京都出身。
妻は厚生労働省大臣官房長、厚生労働省人材開発統括官などを歴任した定塚由美子。

## 年譜
- 1983年 司法修習生（第37期）
- 1985年 東京地方裁判所判事補
- 1989年 新潟地方裁判所・新潟家庭裁判所判事補
- 1992年4月 最高裁判所民事局付
- 1992年7月 内閣官房内閣外政審議室
- 1994年7月15日 - 東京地方裁判所判事補
- 1995年4月1日 - 横浜地方裁判所判事
- 1997年4月1日 - 最高裁判所事務総局行政局参事官
- 1998年1月14日 - 最高裁判所事務総局行政局参事官 兼 総務局参事官
- 1999年4月1日 - 最高裁判所事務総局行政局第二課長
- 2001年4月1日 - 最高裁判所事務総局行政局第一・第三課長、広報課付
- 2004年8月1日 - 東京高等裁判所判事
- 2006年2月3日 - 東京地方裁判所判事
- 2007年4月1日 - 東京地方裁判所部総括判事（民事第3部）
- 2009年4月1日 - 最高裁判所事務総局情報政策課長
- 2011年4月1日 - 東京地方裁判所部総括判事
- 2013年4月1日 - 東京高等裁判所判事
- 2015年4月10日 - 法務省訟務局長
- 2017年7月 - 東京高等裁判所部総括判事、東京簡易裁判所判事
- 2017年10月 - 札幌地方裁判所長、札幌簡易裁判所判事
- 2019年5月 - 東京高等裁判所部総括判事
- 2022年8月 - 定年退官
- 2022年10月 - AI-EI法律事務所に顧問弁護士として入所[2]

その後はジャニーズ被害者救済委員会委員長を務めたが、在任中の2024年10月13日に急病により死去。

## 著書・論文
- 『労働審判制度―基本趣旨と法令解説』（菅野和夫、齋藤友嘉、男澤聡子、山川隆一共著。弘文堂、2005年10月）ISBN 978-4335353444
- 『裁判実務シリーズ7 行政関係訴訟の実務』（商事法務、2015年1月）ISBN 978-4785722456

## 関与判決
- 2007年11月7日 -「混合診療」を認めないことは違法とした「混合診療事件」の第1審判決（東京地判平成19年11月7日）。患者が保険対象の医療行為と保険対象外の自由診療の医療行為の両方を受ける「混合診療」を受けた場合に、自由診療の医療行為分のほか、保険対象の医療行為分も含めすべて患者負担とするという行政の法解釈を誤りとし、違法とした。患者原告本人が、国に勝訴したことも話題になった。もっとも第2審の控訴審でこの判断は覆され、上告審（最判平成23年10月25日）でも2審判決が支持され確定した[4][5][6]。
- 2007年10月19日 - NTT企業年金判決（東京地判平成19年10月19日）。退職したNTT職員等に対する確定給付企業年金の給付額を一方的に不利益に減額することとしたNTTの規約変更を承認しなかった行政処分は適法で、NTTが退職職員に対し一方的に不利益になるような規約変更をすることは許されないとした[7][8]。
- 2008年8月28日 - 租税特別措置法40条の4が規定するいわゆるタックス・ヘイヴン対策税制が日本とシンガポールとの間の日星租税協定に反するかどうかが争点とされた（東京地判平成20年8月28日）。課税権限の分配について定めた協定7条1項に反しないとして、タックス・ヘイヴン対策税制を適用した税務当局が行った更正処分を適法とした[9]。
- 2011年8月2日 - 国が保有する八ツ場ダム関係書類の情報公開を求めた事案（東京地判平成23年8月2日）。ダム設置情報が公になり不法な投機買いが起こるなどとした国の不開示処分に対し、図面からは現地の土地が特定できず不法な投機買い等が起こるとはいえないとして国の処分を取り消して開示を命じた[10]。
- 2012年3月28日 - 壊れた洗濯機などを近所の空き地に捨て罰金刑を受けたことを理由に国外退去を命じられたのは不当として日系3世のペルー国籍の男性が国に処分取り消しを求めた事案に対し、「処分は著しく妥当性を欠く」として請求を認めた[11]。
- 2013年3月14日 - 成人の日本国民である原告が、後見開始の審判(民法7条)を受けて成年被後見人となったところ、公職選挙法11条1項1号が成年被後見人は選挙権を有しないと規定していることから、選挙権を付与しないこととされたため、上記の公職選挙法11条1項1号の規定は、憲法15条3項，14条1項等の規定に違反し無効であるとして、行政事件訴訟法4条の当事者訴訟として、原告が次回の衆議院議員及び参議院議員の選挙において投票をすることができる地位にあることの確認を求めた事案につき、公職選挙法11条1項1号のうち、成年被後見人は選挙権を有しないとした部分は、憲法15条1項及び3項，43条1項並びに4 4条ただし書に違反するものであり、無効であると判示し、原告が、次回の衆議院議員の選挙及び参議院議員の選挙において投票をすることができる地位にあることを確認した[12][13]。

## 主な論文
- アメリカ合衆国における民事訴訟の合理化・迅速化への施策（上）（判例時報1331号3頁）、同（下）（判例時報1332号3頁）
- 物上保証人の事前求償権について（「民事判例実務研究・第8巻」49頁）
- 知的財産権訴訟の現状と展望（NBL765号20頁）
- 知財訴訟の現状と本年4月からの新しい知財訴訟制度（NBL785号13頁）
- 新しく誕生した労働審判制度について（NBL789号31頁）
- 新しい「労働審判制度」の概要と特色（判タ1167号4頁）
- 座談会「労働審判制度の創設と運用上の課題」（ジュリスト1275号32頁）
- 労働審判と要件事実ー労働審判制度による民事訴訟への示唆（商事法務「要件事実の現在を考える」135頁）
- 労働審判制度が民事訴訟に与える示唆（判タ1200号5頁）
- 労働審判制度にみる「民事紛争解決制度」の将来（判タ1253号50頁）
- 労働審判制度がもたらす民事司法イノベーションー口頭主義、一括提出主義、審尋主義、ＰＰＰな実務家要請、ＩＴ審判制度等（判例時報２２５１号３頁）
- 労働審判制度が民事訴訟法改正に与える示唆（信山社『現代民事手続法の課題 ― 春日偉知郎先生古稀祝賀』７７３頁）